# Ipomoea mathewsiana
Ipomoea mathewsiana là một loài thực vật có hoa trong họ Bìm bìm. Loài này được Kuntze mô tả khoa học đầu tiên năm 1891.